# Sakine Cansız
Sakine Cansız (* 1958 in Tunceli, Türkei; † 9. Januar 2013 in Paris, Frankreich) war ein Gründungs- und Führungsmitglied der Arbeiterpartei Kurdistans.

## Leben
Sakine Cansız wurde als Tochter von Zeynep und İsmail Cansız in eine kurdisch-alevitische Familie geboren. Die Familie hatte acht Kinder. Cansız hatte zwei Schwestern und fünf Brüder. Grundschule, Mittelschule und Gymnasium besuchte sie in der Provinzhauptstadt. Mit 15 Jahren zog sie mit ihrem älteren Bruder zu ihrem Vater nach Westberlin. Nach 11 Monaten kehrten sie wieder zurück zu ihrer Familie in Tunceli und führten dort die Schule fort.
Insbesondere beeinflusst wurde sie nach eigener Angabe durch die politischen und gewalttätigen Auseinandersetzungen der 1970er Jahre, das Schicksal von Deniz Gezmiş und das Ereignis von Kızıldere. Hinzu kamen die Repressionen in ihrer Heimat. Nach der Schule ging Cansız nach Ankara und lernte dort Kesire Yıldırım, die spätere Ehefrau von Abdullah Öcalan, und den Mitbegründer der Arbeiterpartei Kurdistans (Kurmandschi Partiya Karkerên Kurdistanê; PKK) Ali Haydar Kaytan kennen. Vor ihrem Beitritt zur PKK war Sakine Cansiz mit einem Ingenieur verheiratet und trug den Familiennamen Polat. Später ließ sie sich scheiden. Im November 1978 gründete sie mit 20 Jahren zusammen mit Öcalan und 20 weiteren Personen die PKK in Lice. 1979 wurde Sakine Cansiz verhaftet und zu 24 Jahren Haft verurteilt, weil sie in Elazig eine Zweigstelle der Arbeiterpartei Kurdistans eröffnet hatte. Sakine Cansız war im Militärgefängnis von Diyarbakir in Haft und wurde dort gefoltert. Auch ihr Bruder Metin Cansiz war im Gefängnis in Diyarbakir. Nach ihrer Freilassung im Jahre 1991 nahm Cansiz am bewaffneten Kampf der PKK teil. Ihr Deckname lautete ab dann Sara.
Wegen ihrer Beziehung zu Mehmet Şener fiel sie zunächst in Ungnade. Innerhalb der Organisation waren Liebesbeziehungen verboten und ihr Partner war wegen seiner Opposition zu Abdullah Öcalan zum Verräter deklariert worden. Die PKK organisierte die Hinrichtung ihres Geliebten im Jahr 1991. In ihrer Autobiographie schrieb Cansız dazu:

„Auf der Konferenz war beschlossen worden, Şener zu bestrafen. Früher oder später sollte er für seinen Verrat bezahlen. Es sagte nichts mehr aus, ob er physisch weiter existierte.“

Später wurde Sakine Cansız nach Europa geschickt. In Frankreich bekam sie politisches Asyl. Im Jahr 2007 wurde sie in Hamburg festgenommen. Die Türkei hatte sie zur Verhaftung ausgeschrieben. Wenige Wochen später kam sie aufgrund ungenügender Beweislage wieder frei.

## Ermordung

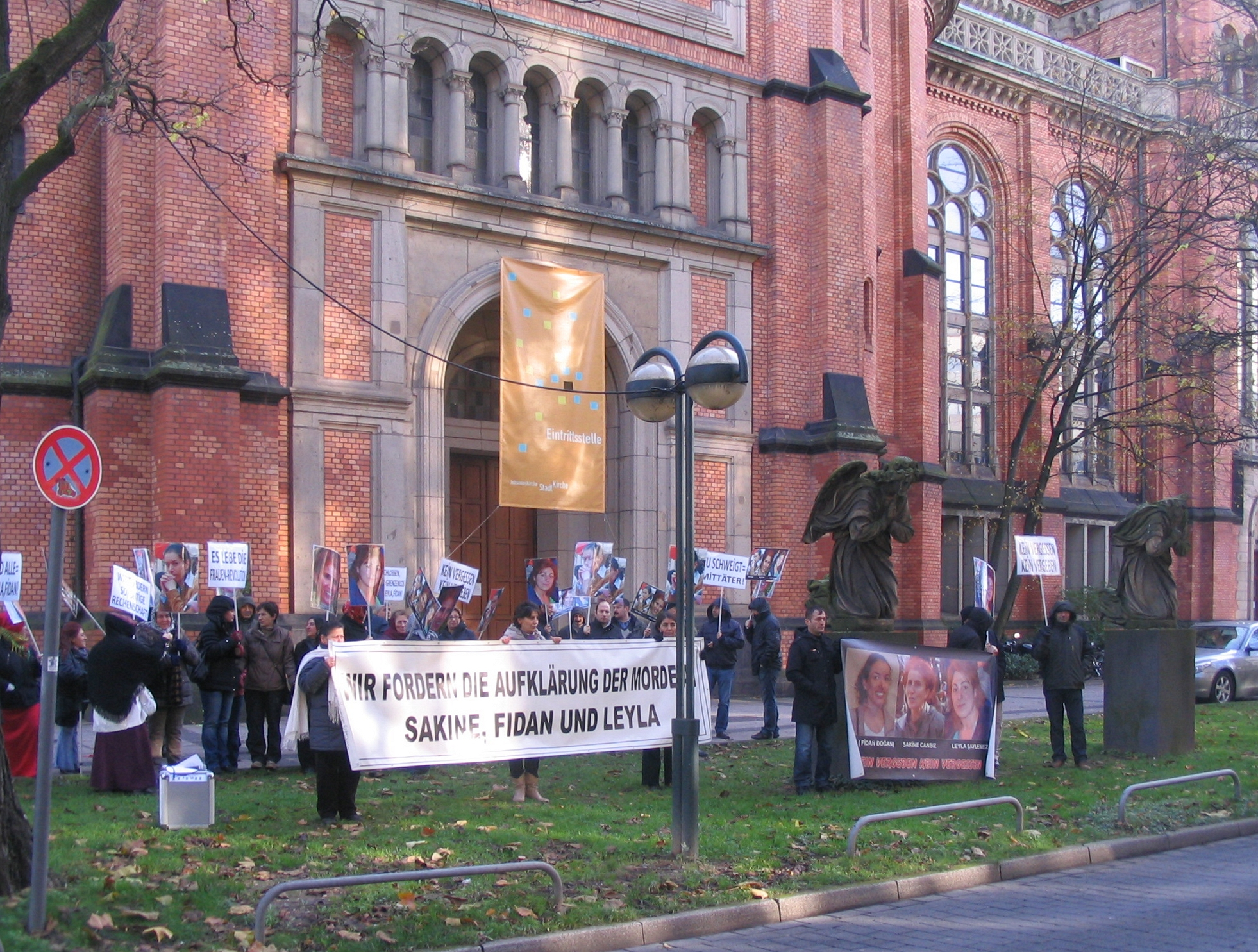
Protestdemonstration am 20. November 2013 in Düsseldorf

2013 wurde Cansız gemeinsam mit Fidan Doğan (* 1982) und Leyla Şaylemez (* 1989, auch Söylemez) in Paris erschossen. Ihr Tod führte zu großen Protestaktionen von Kurden in Europa und vor allem in Frankreich. Drei Tage nach dem Attentat wurde Ömer Güney am 12. Januar verhaftet und in Untersuchungshaft genommen. Später wurde er angeklagt, Sakine Cansız, Fidan Doğan und Leyla Şaylemez mit Schüssen aus einer schallgedämpften Pistole erschossen zu haben. Ömer Güney wurde am 16. Dezember 2016, wenige Wochen vor dem Prozessbeginn, tot in seiner Zelle im Gefängnis aufgefunden. Laut den Pariser Ermittlungsbehörden soll der türkische Geheimdienst MIT am Attentat gegen Cansız beteiligt gewesen sein. Sie wurde in ihrer Heimatprovinz Tunceli beerdigt.

## Autobiografie
- Mein ganzes Leben war ein Kampf: 1. Band – Jugendjahre. Mezopotamien Verlag: Neuss 2015, ISBN 978-3-941012-98-1.
  - Mein ganzes Leben war ein Kampf: 1. Band – Jugendjahre. Neuauflage, Unrast Verlag, Münster, 2019, Edition Mezopotamya, ISBN 978-3-89771-861-6.
- Mein ganzes Leben war ein Kampf: 2. Band – Gefängnisjahre. Mezopotamien Verlag: Neuss 2015, ISBN 978-3-945326114.
  - Mein ganzes Leben war ein Kampf: 2. Band – Gefängnisjahre. Neuauflage, Unrast Verlag 2019, Edition Mezopotamya, ISBN 978-3-89771-862-3.
- Mein ganzes Leben war ein Kampf: 3. Band - Guerilla. Unrast Verlag 2019, Edition Mezopotamya, ISBN 978-3-89771-863-0